# Güləbird
Güləbird, eingedeutscht Güläbird (armenisch Ծաղկաբերդ Zaghkaberd), ist ein Dorf im Rayon Laçın von Aserbaidschan. Es liegt 18 Kilometer südlich der Provinzhauptstadt Laçın am rechten Ufer des Flusses Hakari. Das Dorf wurde nach einer nahegelegenen mittelalterlichen Festung benannt.

## Geschichte
Während der Herrschaft des Russischen Zarenreiches war Güləbird Teil der Ujesd Sangesur, die wiederum zum Gouvernement Elisawetpol gehörte.
In der Sowjetzeit war Güləbird das Zentrum des gleichnamigen Dorfrates innerhalb des Rayon Laçın der Aserbaidschanischen SSR. Es beherbergte eine weiterführende Schule, ein Kulturzentrum, eine Bibliothek, ein Krankenhaus und ein Kommunikationszentrum. Mit über 1200 Einwohnern (alle Aserbaidschaner) war Güləbird zu Beginn der 1980er Jahre eine der größten Ortschaften im Bezirk Laçın. Hauptbeschäftigungsbereiche der Menschen waren Viehzucht, Wein- und Gemüseanbau.
Im Zuge des Ersten Bergkarabachkrieges 1992 bis 1994 wurde Güləbird im Mai 1992 von armenischen Truppen militärisch besetzt. Danach wurde es von der international nicht anerkannten Republik Arzach unter dem Namen Zaghkaberd als Teil der Provinz Kaschatach verwaltet. Der Zensus von Arzach aus dem Jahr 2005 gab 271 Einwohner für den Ort an.

Am letzten Tag des Zweiten Bergkarabachkrieges, dem 9. November 2020, gab Ilham Əliyev die Rückeroberung des Dorfes durch die aserbaidschanische Armee bekannt. Im Februar 2021 wurde in Güləbird ein neues Wasserkraftwerk mit einer Leistung von 8 Megawatt in Betrieb genommen.

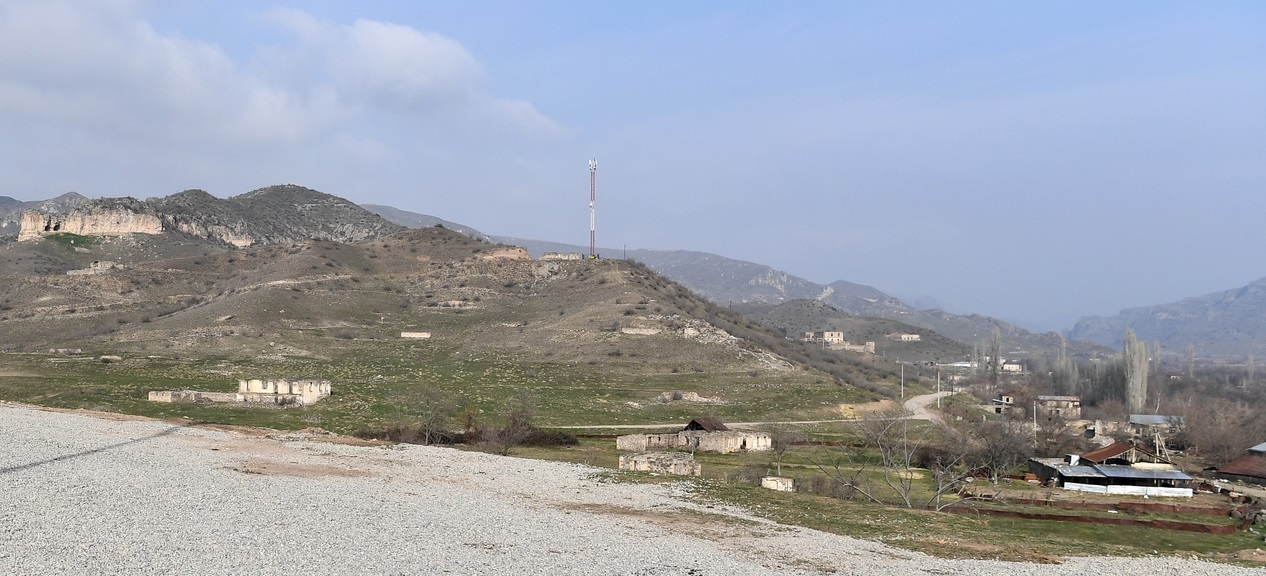
Blick auf das Dorf

## Denkmäler
Güləbird ist Standort einiger mittelalterlicher Denkmäler. Es gab eine Türbe. Auf dem Dorffriedhof befand sich das Grab von Sari Aschiq, dem bekannten aserbaidschanischen Ashiq aus dem 17. Jahrhundert. Nach der Besetzung des Dorfes durch armenische Einheiten wurden nicht nur der Friedhof, sondern auch das zu Ehren von Sari Ashiq errichtete Mausoleum, Gedenkmuseum und das 1989 eröffnete Denkmal zerstört.
Das Mausoleum und Gedenkmuseum von Sari Ashiq, eine Höhlenfestung aus dem 15. Jahrhundert sowie drei pferdeförmige Steinfiguren (zwei mit arabischen Inschriften, eine weitere aus dem 17. Jahrhundert) erhielten im Jahr 2001 durch das Ministerkabinett Aserbaidschans den Status „historischer und kultureller Denkmäler von nationaler Bedeutung“.